# 2-й бомбардировочный авиационный полк
2-й бомбардировочный авиационный полк, он же 2-й скоростной бомбардировочный авиационный полк — воинская часть ВВС РККА СССР в Великой Отечественной войне.

## История
Полк сформирован в Сольцах в апреле 1938 года на базе 6-й тяжёлой бомбардировочной авиационной бригады как 2-й тяжёлый бомбардировочный авиационный полк в четырёхэскадрильном составе бомбардировщиков ТБ-3. В мае 1938 года в полк была включена эскадрилья И-15 бис. 23 сентября 1939 года перевооружён самолётами СБ и соответственно переформирован во 2-й скоростной бомбардировочный авиационный полк
Принимал участие в Зимней войне, выполнив 2237 вылетов, потеряв 8 самолётов и сбив по отчётам 9 самолётов противника.
В составе действующей армии во время ВОВ с 22 июня 1941 по 10 сентября 1941 и с 24 мая 1942 по 3 сентября 1943 года.
На 22 июня 1941 года базируется в Ново-Михайловской и Крестцах, имея в своём составе 59 самолётов СБ и Ар-2 (в том числе 2 неисправных).
С первых дней войны совершает боевые вылеты в Прибалтику и Псковскую область. С 1 июля 1941 года наносит бомбовые удары по немецким мотомеханизированным и танковым частям у реки Западная Двина и переправам на реке. Поддерживает с воздуха советские войска в ходе контрудара под Сольцами, бомбит плацдармы на Луге: в целом, действует южнее Ленинграда до сентября 1941 года.
10 сентября 1941 года отведён в резерв. Вплоть до мая 1942 года проходил переформирование и переобучение в Балашове, где был вооружён самолётами Пе-2
С 24 мая 1942 года, базируясь на аэродроме близ села Васильевское Рузского района Московской области, производит бомбардировку и разведку в основном в Смоленской и Калининской областях. Так, например самолёты полка действовали в районах Ржев, Зубцов, Белёв, Гжатск, Медынь, Сухиничи, Погорелое Городище. Принимает участие во всех операциях, проводимых Западным фронтом в 1942—1943 годах.
3 сентября 1943 года преобразован Приказом НКО СССР № 265 от 03.09.1943 года в 119-й гвардейский бомбардировочный авиационный полк

## Полное наименование
- 2-й бомбардировочный авиационный полк

## Подчинение
| Дата            | Фронт (округ)             | Армия               | Корпус | Дивизия                                    | Примечания          |
| --------------- | ------------------------- | ------------------- | ------ | ------------------------------------------ | ------------------- |
| 22.06.1941 года | Северный фронт            | -                   | -      | 2-я смешанная авиационная дивизия          | -                   |
| 01.07.1941 года | Северный фронт            | -                   | -      | 2-я смешанная авиационная дивизия          | -                   |
| 10.07.1941 года | Северный фронт            | -                   | -      | 2-я смешанная авиационная дивизия          | -                   |
| 01.08.1941 года | Северный фронт            | -                   | -      | 2-я смешанная авиационная дивизия          | -                   |
| 01.09.1941 года | Ленинградский фронт       | -                   | -      | 2-я смешанная авиационная дивизия          | -                   |
| 01.10.1941 года | -                         | -                   | -      | -                                          | на переформировании |
| 01.11.1941 года | -                         | -                   | -      | -                                          | на переформировании |
| 01.12.1941 года | -                         | -                   | -      | -                                          | на переформировании |
| 01.01.1942 года | Приволжский военный округ | -                   | -      | -                                          | на переформировании |
| 01.02.1942 года | Приволжский военный округ | -                   | -      | -                                          | на переформировании |
| 01.03.1942 года | Приволжский военный округ | -                   | -      | -                                          | на переформировании |
| 01.04.1942 года | Приволжский военный округ | -                   | -      | -                                          | на переформировании |
| 01.05.1942 года | Приволжский военный округ | -                   | -      | -                                          | на переформировании |
| 01.06.1942 года | Западный фронт            | 1-я воздушная армия | -      | 204-я бомбардировочная авиационная дивизия | -                   |
| 01.07.1942 года | Западный фронт            | 1-я воздушная армия | -      | 204-я бомбардировочная авиационная дивизия | -                   |
| 01.08.1942 года | Западный фронт            | 1-я воздушная армия | -      | 204-я бомбардировочная авиационная дивизия | -                   |
| 01.09.1942 года | Западный фронт            | 1-я воздушная армия | -      | 204-я бомбардировочная авиационная дивизия | -                   |
| 01.10.1942 года | Западный фронт            | 1-я воздушная армия | -      | 204-я бомбардировочная авиационная дивизия | -                   |
| 01.11.1942 года | Западный фронт            | 1-я воздушная армия | -      | 204-я бомбардировочная авиационная дивизия | -                   |
| 01.12.1942 года | Западный фронт            | 1-я воздушная армия | -      | 204-я бомбардировочная авиационная дивизия | -                   |
| 01.01.1943 года | Западный фронт            | 1-я воздушная армия | -      | 204-я бомбардировочная авиационная дивизия | -                   |
| 01.02.1943 года | Западный фронт            | 1-я воздушная армия | -      | 204-я бомбардировочная авиационная дивизия | -                   |
| 01.03.1943 года | Западный фронт            | 1-я воздушная армия | -      | 204-я бомбардировочная авиационная дивизия | -                   |
| 01.04.1943 года | Западный фронт            | 1-я воздушная армия | -      | 204-я бомбардировочная авиационная дивизия | -                   |
| 01.05.1943 года | Западный фронт            | 1-я воздушная армия | -      | 204-я бомбардировочная авиационная дивизия | -                   |
| 01.06.1943 года | Западный фронт            | 1-я воздушная армия | -      | 204-я бомбардировочная авиационная дивизия | -                   |
| 01.07.1943 года | Западный фронт            | 1-я воздушная армия | -      | 204-я бомбардировочная авиационная дивизия | -                   |
| 01.08.1943 года | Западный фронт            | 1-я воздушная армия | -      | 204-я бомбардировочная авиационная дивизия | -                   |
| 01.09.1943 года | Западный фронт            | 1-я воздушная армия | -      | 204-я бомбардировочная авиационная дивизия | -                   |

## Командиры
- полковник Писарский, Борис Романович, с 03.1938 и по ?
- капитан Волошин, Андрей Кириллович, ? — 22.08.1942, погиб
- подполковник Марков, Григорий Максимович, ? — 22.09.1943, погиб
- гв. подполковник Зайцев Николай Кириллович с ? по 15 августа 1944 (погиб)
- гв. подполковник Борцов Георгий Иванович с 15 августа 1944 по 15.12.1944 (сбит, попал в плен Либава)
- гв. подполковник Зимников Тихон Григорьевич с 15 по 26 декабря 1944 (врио)
- гв. майор Андреев Федор Тимофеевич с 26 декабря 1944 по ?

## Отличившиеся воины полка
| Награда | Ф. И. О.                   | Должность                | Звание           | Дата награждения  | Данные о вылетах | Примечания |
| ------- | -------------------------- | ------------------------ | ---------------- | ----------------- | ---------------- | ---------- |
|         | Бахвалов, Василий Петрович | воздушный стрелок-радист | младший командир | 5 боевых вылетов. | 15.01.1940       | -          |
|         | Вовна, Пётр Алексеевич     | командир 2-й эскадрильи  | капитан          | 54 боевых вылета  | 07.04.1940       | посмертно  |